# 続・座頭市物語
『続・座頭市物語』（ぞく・ざとういちものがたり）は、1962年の日本映画。勝新太郎の代表作、座頭市シリーズの第2作。

## 概要
前作のヒットによりただちに製作された続編。監督は『不知火検校』を撮った森一生。勝新太郎の兄で東映から大映に移籍してきたばかりの城健三朗（若山富三郎・大映移籍に伴い芸名変更）が映画の中でも市の兄・与四郎を演じている。

## あらすじ
下総取手川の渡しで、市は旅のヤクザたちといざこざを起こす。川を渡り終えた後、ヤクザたちは眠っている市に襲いかかろうとするが、隻腕の浪人風の男に追い払われる。
按摩が表家業の市は、関宿の本陣に逗留中の黒田家の殿様の療治に呼ばれる。殿様は発狂していたため、黒田家中の侍たちは口封じに、療治を終えて帰路につく市の命を狙うようになる。家中の侍2人を斬った市は、飯屋で出会った飯盛女・お節から、黒田家が総出で市の居場所を探していることを聞く。お節は、かつて市が惚れ、後に奪われた女に似ていた。その飯屋に隻腕の男が入ってきて、お節に酌を強要する。その男にとっても、お節はかつて惚れた女に似ていた。
お節のお陰で難を逃れた市は、1年前に心ならずも斬ってしまった平手造酒の一周忌のため、笹川に向かう。一方、市とは因縁浅からぬ飯岡の助五郎のもとに草鞋を脱いでいた隻腕の男・渚の与四郎は、その兇状のために追い出されるように旅に出る。
黒田家中から市を殺す仕事を請け負った関の勘兵衛は、市を追い助五郎のもとに逗留し、助五郎もまた市の捕殺のために協力を約束する。
平手の法要の後、市は勘兵衛一家と斬りあう。そのさなかに与四郎が現れ、一人生き残った勘兵衛を追い払い、市に斬りかかる。与四郎とは市の実の兄で、かつて市の惚れた女・お千代を市から奪い、報復から市に片腕を切り落とされ隻腕になった過去を持っていた。隻腕にされた恨みから斬りかかる兄と、身を守るために仕込みを抜く弟。そこへ与四郎を捕らえるための捕吏たちと、与四郎の居場所を訴人した飯岡の助五郎が現れる。

## スタッフ
- 企画：久保寺生郎
- 原作：子母沢寛
- 脚本：犬塚稔
- 監督：森一生
- 撮影：本多省三
- 録音：林土太郎
- 音楽：斎藤一郎
- 美術：太田誠一
- 照明：伊藤貞一
- 編集：谷口登司夫
- スチール：浅田延之助
- 助監督：井上昭
- 製作主任：大管実

## 出演者
- 座頭市：勝新太郎
- 渚の与四郎：城健三朗
- お節：水谷良重
- おたね：万里昌代
- 鏡の三蔵：中村豊
- 関の勘兵衛：沢村宗之助
- 飯岡助五郎：柳永二郎
- 民五郎：杉山昌三九
- 吉田甲斐：嵐三右衛門
- 弥平：山路義人
- 黒田越前守：春本富士夫
- 勘造：水原浩一
- 森助：伊達三郎
- 白石左門：南条新太郎
- 柏屋五右衛門：南部彰三
- 金兵衛：浅尾奥山

ほか